# Bactrocera pseudodistincta
Bactrocera pseudodistincta är en tvåvingeart som först beskrevs av Drew 1971.  Bactrocera pseudodistincta ingår i släktet Bactrocera och familjen borrflugor. Inga underarter finns listade.